# Баланов, Андрей Владимирович
Андрей Владимирович Баланов (родился 27 апреля 1976, Подольск, Московская область, СССР) — российский боксёр-любитель, обладатель Кубка мира (2005), чемпион Европы (2006), чемпион России (2004, 2005 и 2007), бронзовый призёр Игр доброй воли (2001) и Кубка мира (2002). Финалист чемпионата России (1999, 2001, 2002). Женат. Имеет четырёх дочерей. 
Первый тренер Альберт Мухарлямов, затем Валерий Алексеев.

## Спортивная карьера

### Чемпионат Европы по боксу 2006
- 1/16 финала: победа за явным преимуществом во втором раунде над шотландским боксёром Кристофером Карсланом
- 1/8 финала: победа из-за травмы турецкого боксёра Булентом Улусой
- 1/4 финала: победа за явным преимуществом над чешским боксёром Штепаном Хорватом
- 1/2 финала: победа по очкам (31:11) над украинским боксёром Александром Стрецким
- финал: победа по очкам (32:12) над болгарским боксёром Спасом Геновым